# Unione Sportiva Avellino 1991-1992
Questa pagina raccoglie le informazioni riguardanti l'Unione Sportiva Avellino nelle competizioni ufficiali della stagione 1991-1992.

## Stagione
Nella stagione 1991-92 l'Avellino viene rilevato dal nuovo Presidente Gaetano Tedeschi. La panchina viene affidata a Bruno Bolchi. Il campionato non inizia male, nel girone di andata la squadra irpina raccoglie 18 punti e naviga a metà classifica, a metà dicembre, dopo la sconfitta (1-0) di Palermo, la società decide di cambiare l'allenatore, in luogo di Bolchi arriva Francesco Graziani ma la situazione peggiora, con un girone di ritorno fallimentare e con la squadra sempre più allo sbando, il campionato si conclude con una amara retrocessione in serie C1, con l'Avellino che occupa l'ultimo posto in classifica a 29 punti, ben staccato dal gruppetto di squadre che si sono giocate la salvezza. Dopo 19 anni di fasti tra Serie A e B, i lupi biancoverdi tornano a disputare un campionato di terza serie. Nella Coppa Italia gli irpini lasciano la competizione al primo turno, superati nel doppio confronto con la Casertana.

## Rosa
| N. |                   | Ruolo | Calciatore                        |
| -- | ----------------- | ----- | --------------------------------- |
|    | Italia (bandiera) | P     | Carmine Amato                     |
|    | Italia (bandiera) | P     | Fabio Brini                       |
|    | Italia (bandiera) | P     | Marco Ferrari                     |
|    | Italia (bandiera) | P     | Gennaro Iezzo                     |
|    | Italia (bandiera) | P     | Paolo Onorati                     |
|    | Italia (bandiera) | D     | Domenico Colletto                 |
|    | Italia (bandiera) | D     | Andrea Cuicchi                    |
|    | Italia (bandiera) | D     | Rocco De Marco                    |
|    | Italia (bandiera) | D     | Vincenzo Esposito                 |
|    | Italia (bandiera) | D     | Moreno Ferrario                   |
|    | Italia (bandiera) | D     | Gianluca Franchini                |
|    | Italia (bandiera) | D     | Augusto Gentilini                 |
|    | Italia (bandiera) | D     | Roberto Miggiano                  |
|    | Italia (bandiera) | D     | Aniello Parisi                    |
|    | Italia (bandiera) | D     | Carmelo Parpiglia (vice capitano) |
|    | Italia (bandiera) | D     | Andrea Ramponi                    |
|    | Italia (bandiera) | D     | Gill Voria                        |

| N. |                   | Ruolo | Calciatore                    |
| -- | ----------------- | ----- | ----------------------------- |
|    | Italia (bandiera) | C     | Lorenzo Battaglia             |
|    | Italia (bandiera) | C     | Costanzo Celestini (capitano) |
|    | Italia (bandiera) | C     | Luigi D'Alessio               |
|    | Italia (bandiera) | C     | Vincenzo Esposito             |
|    | Italia (bandiera) | C     | Angelo Ferraro                |
|    | Italia (bandiera) | C     | Francesco Fonte               |
|    | Italia (bandiera) | C     | Dario Levanto                 |
|    | Italia (bandiera) | C     | Antonio Marasco               |
|    | Italia (bandiera) | C     | Fabio Pecchia                 |
|    | Italia (bandiera) | C     | Paolo Stringara               |
|    | Italia (bandiera) | C     | Salvatore Sullo               |
|    | Italia (bandiera) | C     | Alberto Urban                 |
|    | Italia (bandiera) | A     | Salvatore Bertuccelli         |
|    | Italia (bandiera) | A     | Enio Bonaldi                  |
|    | Italia (bandiera) | A     | Graziano Mannari              |
|    | Italia (bandiera) | A     | Francesco Messina             |
|    | Italia (bandiera) | A     | Vittorio Torino               |

## Risultati

### Serie B

#### Girone di andata
| Arbitro: | Cardona (Milano) |

|           |           |                   |
| Nappi 33’ | Marcatori | 6’ (aut.) Sensini |

| Arbitro: | Collina (Bologna) |

|             |           |  |
| Bonaldi 53’ | Marcatori |  |

| Arbitro: | Conocchiari (Macerata) |

|                             |           |             |
| Fioretti 10’ Cappellini 51’ | Marcatori | 24’ Cuicchi |

| Arbitro: | Rodomonti (Teramo) |

|                            |           |                                   |
| Parpiglia 40’ Miggiano 71’ | Marcatori | 37’ Marulla 86’ (aut.) M. Ferrari |

| Arbitro: | Fabricatore (Roma) |

|                                    |           |  |
| Carruezzo 87’ Tovalieri 90’ (rig.) | Marcatori |  |

| Arbitro: | Bazzoli (Merano) |

|                             |           |                    |
| Cuicchi 42’ Bertuccelli 61’ | Marcatori | 63’ (aut.) Ramponi |

| Arbitro: | F. Baldas (Trieste) |

|                                                      |           |                 |
| Righetti 15’ Massara 21’, 52’ Allegri 48’ Pagano 69’ | Marcatori | 88’ Bertuccelli |

| Arbitro: | Sguizzato (Verona) |

|                              |           |                           |
| De Marco 41’ Bertuccelli 49’ | Marcatori | 45’ Rotella 53’ Scarafoni |

| Caserta 27 ottobre 1991 9ª giornata | Casertana      | 0 – 0 | Avellino | Stadio Alberto Pinto\| Arbitro: \| Luci (Firenze) \| |
| Arbitro:                            | Luci (Firenze) |       |          |                                                      |

| Arbitro: | Chiesa (Milano) |

|               |           |  |
| Parpiglia 41’ | Marcatori |  |

| Modena 10 novembre 1991 11ª giornata | Modena               | 0 – 0 | Avellino | Stadio Alberto Braglia\| Arbitro: \| Brignoccoli (Ancona) \| |
| Arbitro:                             | Brignoccoli (Ancona) |       |          |                                                              |

| Arbitro: | Boemo (Cervignano del Friuli) |

|                               |           |  |
| Stringara 20’ Bertuccelli 36’ | Marcatori |  |

| Arbitro: | Scaramuzza (Mestre) |

|                       |           |  |
| Gabrieli 9’ Breda 31’ | Marcatori |  |

| Arbitro: | Dinelli (Lucca) |

|           |           |                           |
| Urban 16’ | Marcatori | 45’, 83’ Ganz 82’ Luzardi |

| Arbitro: | Cardona (Milano) |

|                                     |           |                           |
| Levanto 54’ Cuicchi 87’ Bonaldi 90’ | Marcatori | 34’ Paci 62’ Di Francesco |

| Arbitro: | Boemo (Cervignano del Friuli) |

|             |           |  |
| Rizzolo 22’ | Marcatori |  |

| Avellino 22 dicembre 1991 17ª giornata | Avellino          | 0 – 0 | Lecce | Stadio Partenio\| Arbitro: \| Mughetti (Cesena) \| |
| Arbitro:                               | Mughetti (Cesena) |       |       |                                                    |

| Arbitro: | Brignoccoli (Ancona) |

|                                                       |           |  |
| Cuicchi 27’ (aut.) Destro 53’ Lerda 81’ Turchetta 85’ | Marcatori |  |

| Arbitro: | Collina (Bologna) |

|                             |           |  |
| Bertuccelli 80’ Levanto 90’ | Marcatori |  |

#### Girone di ritorno
| Arbitro: | Chiesa (Milano) |

|             |           |           |
| Bonaldi 51’ | Marcatori | 29’ Nappi |

| Padova 2 febbraio 1992 21ª giornata | Padova        | 0 – 0 | Avellino | Stadio Silvio Appiani\| Arbitro: \| Rosica (Roma) \| |
| Arbitro:                            | Rosica (Roma) |       |          |                                                      |

| Arbitro: | Bettin (Padova) |

|  |           |              |
|  | Marcatori | 63’ De Vitis |

| Arbitro: | Scaramuzza (Mestre) |

|             |           |  |
| Marulla 31’ | Marcatori |  |

| Avellino 23 febbraio 1992 24ª giornata | Avellino            | 0 – 0 | Ancona | Stadio Partenio\| Arbitro: \| F. Baldas (Trieste) \| |
| Arbitro:                               | F. Baldas (Trieste) |       |        |                                                      |

| Arbitro: | Chiesa (Milano) |

|                            |           |                           |
| D. Morello 63’ Scienza 90’ | Marcatori | 15’ Bonaldi 39’ Battaglia |

| Arbitro: | Rosica (Roma) |

|              |           |            |
| Esposito 49’ | Marcatori | 21’ Ceredi |

| Arbitro: | De Angelis (Civitavecchia) |

|              |           |  |
| Ferrante 73’ | Marcatori |  |

| Avellino 29 marzo 1992 28ª giornata | Avellino             | 0 – 0 | Casertana | Stadio Partenio\| Arbitro: \| Pairetto (Nichelino) \| |
| Arbitro:                            | Pairetto (Nichelino) |       |           |                                                       |

| Arbitro: | Rodomonti (Teramo) |

|                                      |           |                            |
| Incocciati 76’ (rig.) Turkyilmaz 80’ | Marcatori | 8’ Battaglia 78’ Stringara |

| Arbitro: | Fabricatore (Roma) |

|             |           |                         |
| Bonaldi 42’ | Marcatori | 60’ Cucciari 62’ Caccia |

| Arbitro: | Cinciripini (Ascoli Piceno) |

|              |           |  |
| Brunetti 88’ | Marcatori |  |

| Arbitro: | Felicani (Bologna) |

|                               |           |            |
| Parpiglia 43’ Bertuccelli 67’ | Marcatori | 83’ Protti |

| Arbitro: | Bettin (Padova) |

|                          |           |  |
| Ganz 71’ Carnasciali 80’ | Marcatori |  |

| Arbitro: | Trentalange (Torino) |

|                         |           |                    |
| Paci 24’, 88’ Simonetta | Marcatori | 90’ (rig.) Bonaldi |

| Arbitro: | Luci (Firenze) |

|                               |           |                  |
| Parpiglia 67’ Bertuccelli 90’ | Marcatori | 26’ P. Bresciani |

| Arbitro: | Ceccarini (Livorno) |

|                                                |           |                    |
| Baldieri 32’ Bonaldi 36’ (aut.) Ceramicola 61’ | Marcatori | 75’ (rig.) Bonaldi |

| Arbitro: | Dinelli (Lucca) |

|  |           |              |
|  | Marcatori | 35’ Amarildo |

| Arbitro: | Collina (Bologna) |

|                                        |           |                    |
| F. Romano 23’, 50’ (rig.) De Patre 50’ | Marcatori | 4’ (aut.) A. Poggi |

### Coppa Italia
| Avellino 21 agosto 1991 1º turno - Andata | Avellino                   | 0 – 0 | Casertana | Stadio Partenio\| Arbitro: \| De Angelis (Civitavecchia) \| |
| Arbitro:                                  | De Angelis (Civitavecchia) |       |           |                                                             |

| Arbitro: | Cornieti (Forlì) |

|                |           |  |
| B. Carbone 16’ | Marcatori |  |

## Statistiche

### Statistiche di squadra
| Competizione | Punti | In casa | In casa | In casa | In casa | In casa | In casa | In trasferta | In trasferta | In trasferta | In trasferta | In trasferta | In trasferta | Totale | Totale | Totale | Totale | Totale | Totale | DR  |
| Competizione | Punti | G       | V       | N       | P       | Gf      | Gs      | G            | V            | N            | P            | Gf           | Gs           | G      | V      | N      | P      | Gf     | Gs     | DR  |
| ------------ | ----- | ------- | ------- | ------- | ------- | ------- | ------- | ------------ | ------------ | ------------ | ------------ | ------------ | ------------ | ------ | ------ | ------ | ------ | ------ | ------ | --- |
| Serie B      | 29    | 19      | 8       | 7       | 4       | 23      | 18      | 19           | 0            | 6            | 13           | 10           | 35           | 38     | 8      | 13     | 17     | 33     | 53     | -20 |
| Coppa Italia |       | 1       | 0       | 1       | 0       | 0       | 0       | 1            | 0            | 0            | 1            | 0            | 1            | 2      | 0      | 1      | 1      | 0      | 1      | -1  |
| Totale       |       | 20      | 8       | 8       | 4       | 23      | 18      | 20           | 0            | 6            | 14           | 10           | 36           | 40     | 8      | 14     | 18     | 33     | 54     | -21 |

### Statistiche dei giocatori
| Giocatore      | Serie B  | Serie B | Serie B     | Serie B    | Coppa Italia | Coppa Italia | Coppa Italia | Coppa Italia | Totale   | Totale | Totale      | Totale     |
| Giocatore      | Presenze | Reti    | Ammonizioni | Espulsioni | Presenze     | Reti         | Ammonizioni  | Espulsioni   | Presenze | Reti   | Ammonizioni | Espulsioni |
| -------------- | -------- | ------- | ----------- | ---------- | ------------ | ------------ | ------------ | ------------ | -------- | ------ | ----------- | ---------- |
| C. Amato       | 28       | -34     | ?           | ?          | ?            | ?            | ?            | ?            | 28+      | -34+   | ?           | ?          |
| L. Battaglia   | 32       | 2       | ?           | ?          | ?            | ?            | ?            | ?            | 32+      | 2+     | ?           | ?          |
| S. Bertuccelli | 33       | 7       | ?           | ?          | ?            | ?            | ?            | ?            | 33+      | 7+     | ?           | ?          |
| E. Bonaldi     | 35       | 7       | ?           | ?          | ?            | ?            | ?            | ?            | 35+      | 7+     | ?           | ?          |
| C. Celestini   | 29       | 0       | ?           | ?          | ?            | ?            | ?            | ?            | 29+      | 0+     | ?           | ?          |
| D. Colletto    | 1        | 0       | ?           | ?          | ?            | ?            | ?            | ?            | 1+       | 0+     | ?           | ?          |
| A. Cuicchi     | 33       | 3       | ?           | ?          | ?            | ?            | ?            | ?            | 33+      | 3+     | ?           | ?          |
| R. De Marco    | 25       | 1       | ?           | ?          | ?            | ?            | ?            | ?            | 25+      | 1+     | ?           | ?          |
| V. Esposito    | 24       | 1       | ?           | ?          | ?            | ?            | ?            | ?            | 24+      | 1+     | ?           | ?          |
| M. Ferrari     | 10       | -19     | ?           | ?          | ?            | ?            | ?            | ?            | 10+      | -19+   | ?           | ?          |
| F. Fonte       | 25       | 0       | ?           | ?          | ?            | ?            | ?            | ?            | 25+      | 0+     | ?           | ?          |
| G. Franchini   | 26       | 0       | ?           | ?          | ?            | ?            | ?            | ?            | 26+      | 0+     | ?           | ?          |
| A. Gentilini   | 27       | 0       | ?           | ?          | ?            | ?            | ?            | ?            | 27+      | 0+     | ?           | ?          |
| D. Levanto     | 26       | 2       | ?           | ?          | ?            | ?            | ?            | ?            | 26+      | 2+     | ?           | ?          |
| A. Marasco     | 4        | 0       | ?           | ?          | ?            | ?            | ?            | ?            | 4+       | 0+     | ?           | ?          |
| F. Messina     | 1        | 0       | ?           | ?          | ?            | ?            | ?            | ?            | 1+       | 0+     | ?           | ?          |
| R. Miggiano    | 18       | 1       | ?           | ?          | ?            | ?            | ?            | ?            | 18+      | 1+     | ?           | ?          |
| A. Parisi      | 19       | 0       | ?           | ?          | ?            | ?            | ?            | ?            | 19+      | 0+     | ?           | ?          |
| C. Parpiglia   | 34       | 4       | ?           | ?          | ?            | ?            | ?            | ?            | 34+      | 4+     | ?           | ?          |
| F. Pecchia     | 4        | 0       | ?           | ?          | ?            | ?            | ?            | ?            | 4+       | 0+     | ?           | ?          |
| A. Ramponi     | 2        | 0       | ?           | ?          | ?            | ?            | ?            | ?            | 2+       | 0+     | ?           | ?          |
| P. Stringara   | 23       | 2       | ?           | ?          | ?            | ?            | ?            | ?            | 23+      | 2+     | ?           | ?          |
| V. Torino      | 1        | 0       | ?           | ?          | ?            | ?            | ?            | ?            | 1+       | 0+     | ?           | ?          |
| A. Urban       | 22       | 1       | ?           | ?          | ?            | ?            | ?            | ?            | 22+      | 1+     | ?           | ?          |
| G. Voria       | 4        | 0       | ?           | ?          | ?            | ?            | ?            | ?            | 4+       | 0+     | ?           | ?          |